# David Mings
David Mings (* 13. September 1951 in Belleville, Illinois; † 11. Februar 2014 in Amsterdam) war ein US-amerikanischer Fagottist und Dulzianspieler.
Er stammte aus Texas und studierte an der dortigen Universität Fagott. Am Königlichen Konservatorium in Den Haag spezialisierte er sich auf dem Barockfagott. Neben seiner regen Konzerttätigkeit u. a. in Jos van Immerseels Anima Eterna und bei Concerto Köln spielte er zusammen mit Han Tol (Blockflöte) und Patrick Ayrton (Cembalo und Orgel) im Ensemble La Dada. David Mings war in Fachkreisen als Hersteller von Fagotten und Dulzianen bekannt. Er lebte in Amsterdam.